# Rio Curuá (vattendrag i Brasilien, Mato Grosso)
Rio Curuá är ett vattendrag i Brasilien.   Det ligger i delstaten Mato Grosso, i den centrala delen av landet, 500 km nordväst om huvudstaden Brasília.
Omgivningarna runt Rio Curuá är huvudsakligen savann. Trakten runt Rio Curuá är nära nog obefolkad, med mindre än två invånare per kvadratkilometer.